# Ignatius P. Lobo
Ignatius P. Lobo (* 27. April 1919 in Siolim, Goa, Indien; † 17. Februar 2010 in Hubballi-Dharwad, Karnataka) war Bischof von Belgaum.

## Leben
Ignatius P. Lobo wurde nach seiner theologischen Ausbildung in Bombay am 21. Dezember 1947 durch Valerian Kardinal Gracias zum Priester geweiht. Von 1953 bis 1961 war er Sekretär von Valerian Gracias. Von 1962 bis 1974 war er Direktor von Caritas in Indien, von 1974 bis 1977 dessen Generaldirektor. Er war zudem Mitglied von Caritas International und von 1970 bis 1978 Vizepräsident von Caritas International für Asien und Ozeanien.
Am 26. September 1967 wurde er durch Papst Paul VI. zum Bischof in Belgaum ernannt. Der Apostolische Pro-Nuntius in Indien, Giuseppe Caprio, weihte ihn am 2. Juni des nächsten Jahres in der Fatima-Kathedrale in Belgaum zum Bischof; Mitkonsekratoren waren William Zephyrine Gomes, Bischof von Poona, und Longinus Gabriel Pereira, Weihbischof in Bombay.
Am 1. Dezember 1994 nahm Papst Johannes Paul II. seinen altersbedingten Rücktritt an.